# Castellfollit de Riubregós
Castellfollit de Riubregós este o localitate în Spania în comunitatea Catalonia în provincia Barcelona. În 2006 avea o populație de 201 locuitori. Este situat in comarca Anoia.